# 麦克唐纳-道格拉斯公司
麥克唐納-道格拉斯（英語：McDonnell Douglas），通常簡稱麥道，是一家美國飛機製造商和國防承包商，推出過一系列民用和軍用飛機。1997年8月，麥道公司被併入波音公司。

## 背景

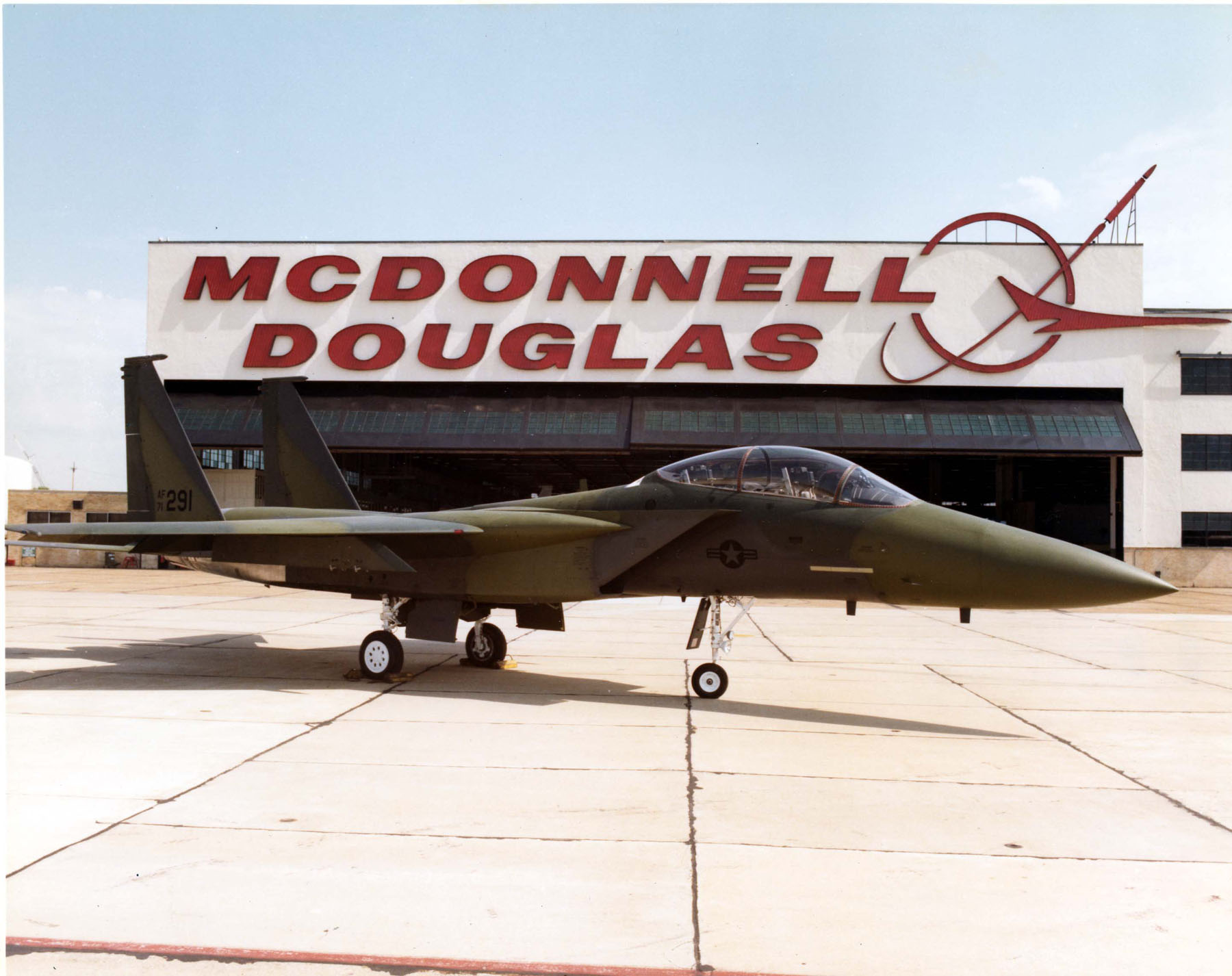
麦道的產品F-15E戰鬥轟炸機。圖為第二架 TF-15A，編號71-0291。

公司創立人是詹姆斯·史密斯·麥克唐納和唐納德·威爾士·道格拉斯。兩人都是麻省理工學院的畢業生，都曾在馬丁飛機公司工作。1920年道格拉斯在洛杉磯建立道格拉斯公司。1921年他將他的合作人的股份買下來後將公司的名稱改為道格拉斯飛機公司。
1928年麥克唐納在威斯康辛州密爾沃基創建「麥克唐納與合作者公司」，想造一架供家庭使用的個人飛機。1929年的經濟危機使他的計劃破產，公司倒閉。他到馬丁飛機公司工作。1938年他離開馬丁公司，在密蘇里州的聖路易斯附近建立麥克唐納飛行器公司。

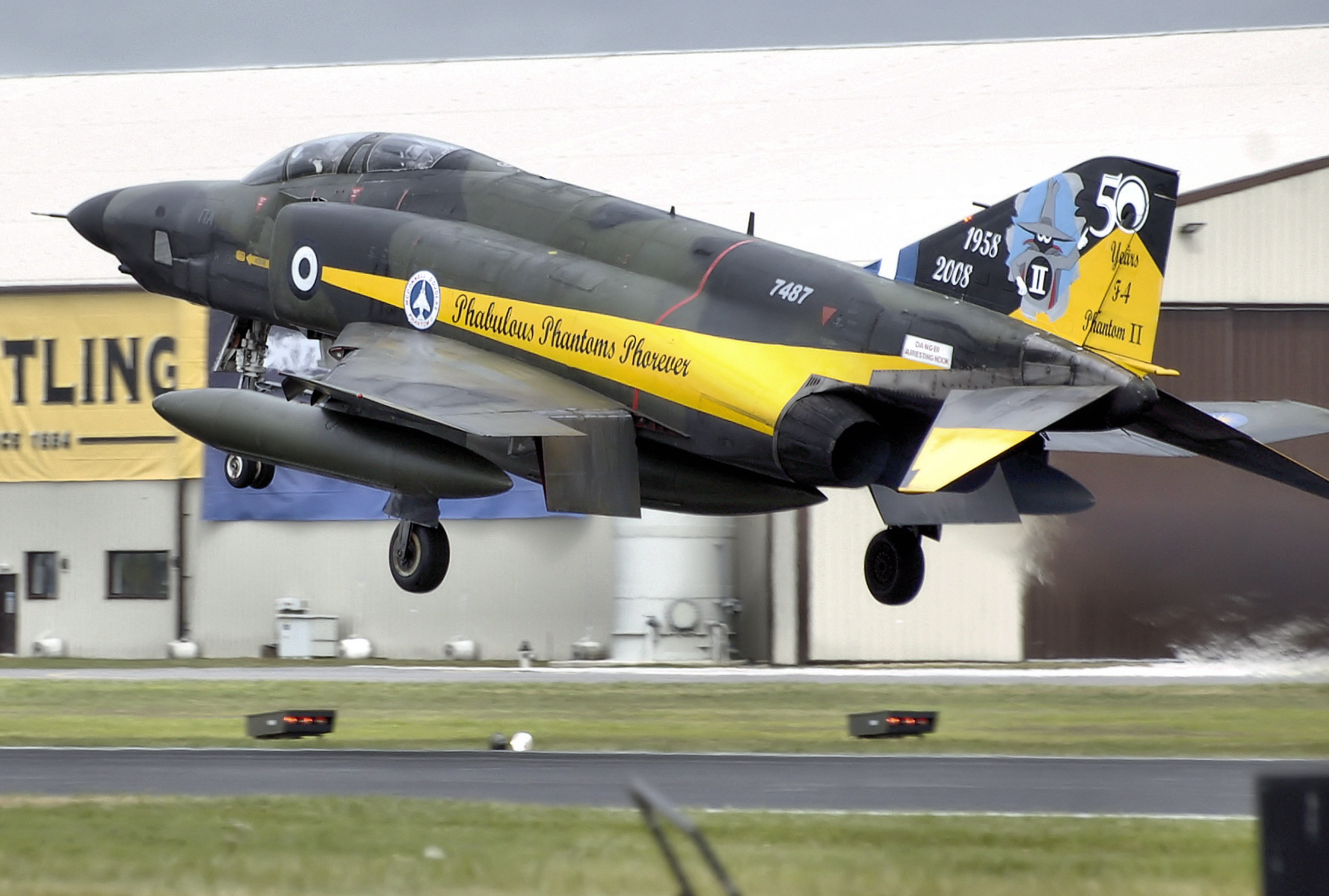
F-4幽靈II戰鬥機

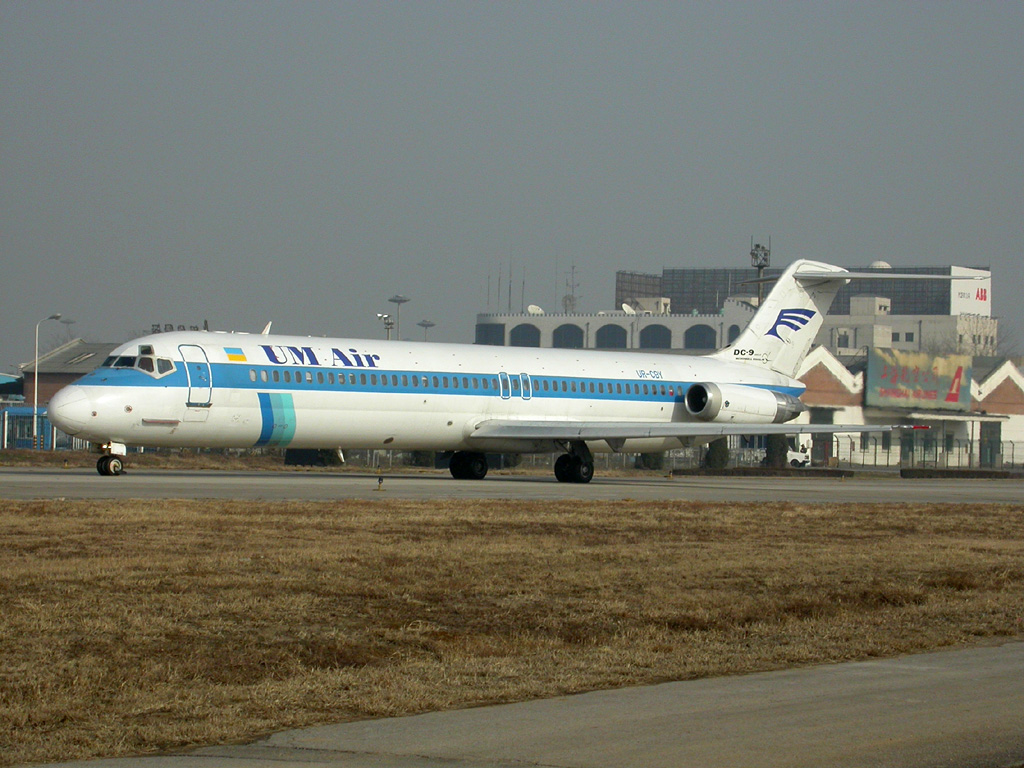
麦道DC-9

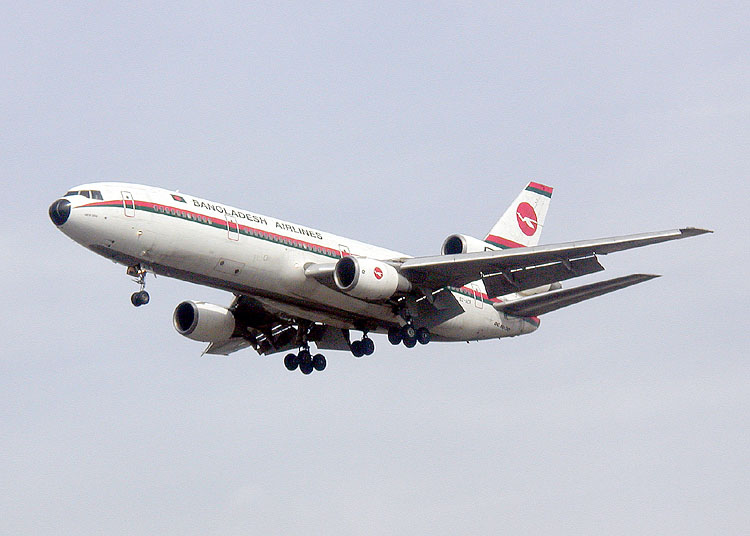
麦道DC-10

道格拉斯是第二次世界大戰的一個重要贏家。從1942年到1945年，該公司為美國國防部製造了近三萬架飛機，其職員增加到16萬。該公司建造了一系列飛機，包括C-47（對DC-3的改進）、A-20和A-26等。戰後兩個公司都因政府訂貨的停止和飛機過多而受挫。兩家公司都大裁員，道格拉斯幾乎解雇了10萬人。道格拉斯在戰爭時期建立了一個空軍智庫，這個智庫後來發展為著名的蘭德公司。
道格拉斯繼續發展新飛機，包括非常成功的四引擎飛機DC-6（1946年）和它們的最後一架螺旋槳民用飛機DC-7（1953年）。此後公司轉向噴射式推動，它們的第一架噴射式飛機是軍用的：比較常規的F3D空中騎士（1948年）和更加「噴射時代」化的F-4D空中射線（1951年）。道格拉斯也開始造民用噴氣式飛機，1958年推出DC-8來與波音707競爭。麥克唐納也發展噴氣式飛機，它比較小，因此也比較更加極端。麥克唐納公司的FH-1 式飛機獲得美國海軍的重大訂單，包含此後的F-2H、F3H和F-101。韓戰使麥克唐納成為重要的軍用飛機提供者，尤其其F-4幽靈II更是當時美國主要的空優戰機（1958年）。
兩個公司都想進入新的火箭市場。道格拉斯從生產空對空飛彈開始，後來成為雷神彈道飛彈計劃的主要合作者。麥克唐納也生產火箭，還試驗超音速飛行。這些研究為使它成為美國太空總署的水星計劃和雙子星座計劃的合約夥伴。道格拉斯也獲得美國太空總署的合約，尤其是生產巨大的土星五號火箭的部件。兩個公司都有許多雇員，但也都有不少問題。

## 合併

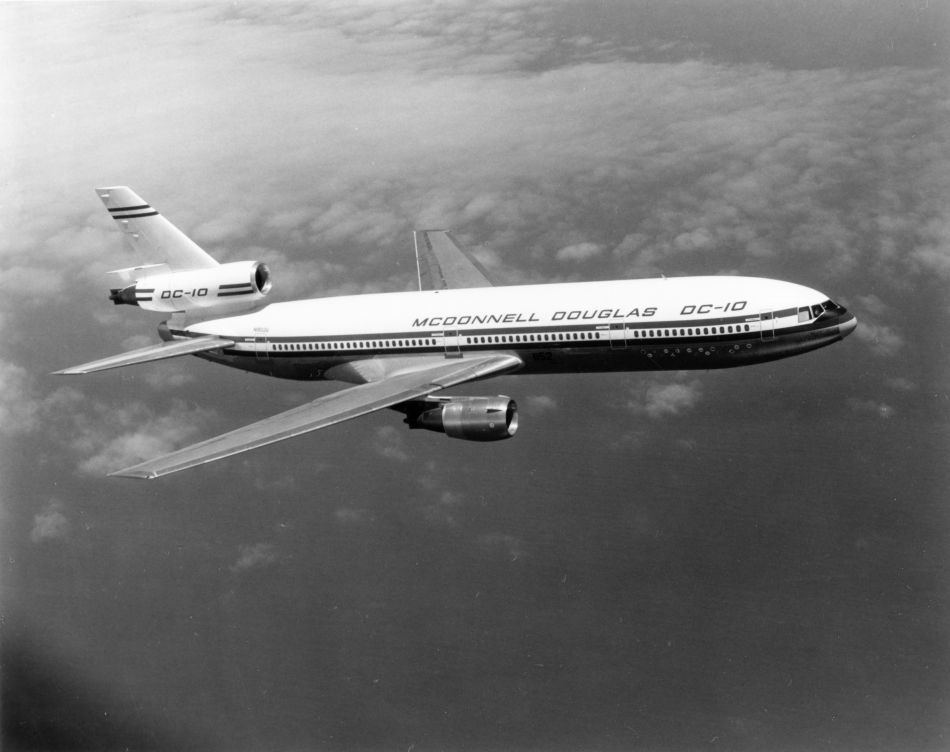
麦道DC-10

作为民航機領頭的道格拉斯受DC-8和DC-9的牽連，现金流出了问题。開始考慮与研制军机具有充裕现金流保证的麦克唐纳公司的合併。而麥克唐納也隨著軍事需求下降遭遇拮据時期。1963年雙方開始談判。1966年12月道格拉斯請麥克唐納開價並接受了其價錢。1967年4月28日兩個公司正式合併成立麥道飛機公司。但实际上合并后的公司总部仍分为两地，军机部分总部在圣路易斯，民机部分则在加州长滩，公司一直存在兩個經營團隊，分別控制军机、民机研发生产部門。1968年公司開始生產DC-10，1971年首架交付。1977年公司開始推出後來稱為MD-80的DC-9後代系列。這個項目後來非常成功。下一架飛機是DC-10的後代MD-11。MD-11是世界上最現代的三引擎噴射機（其它較老三引擎噴射機型號除麥道產品外還有波音727、洛克希德L-1011三星及三叉戟客機等等）。從1986年開始共售出200架MD-11，但麥道與波音合併後MD-11於2001年停止出售，因為它與波音777競爭。麥道的最後一架飛機是1988年推出的MD-90。MD-90比MD-80長。MD-95是一種縮短了的MD-90，它是與波音合併後最後生產的麥道客機（被改名為波音717）。
在這些年中麥道也生產了不少成功的軍用飛機，包括F-15鷹式戰鬥機（1974年）和F/A-18黃蜂式戰鬥攻擊機（1975年）以及戰斧巡弋飛彈。1970年的石油危機對民用航空來說是一個巨大打擊，麥道也不得不縮小，並開始使其產品多樣化來減輕將來石油危機的影響。1984年麥道收購了休斯直升機公司並將它改名為麥道直升機公司。
中華民國台翔航太工業於1990年代初期曾與麥克唐納-道格拉斯公司簽署合作備忘錄，由台翔出資20億美金收購其40%的股權（僅民航機部分），後未成案，如前國會議員陳水扁表示未收購軍用技術不划算；麥道轉向中華人民共和國謀求合作，但麥道曾與中華人民共和國合作生產MD-80時有不愉快的經驗，因此也未成案；最後麥道被波音以140億美金併購（包含軍機及民航機）。在民航機部分，波音保留最具有競爭力的MD-95（改名波音717），但也於2006年停產，而停產的原因是因為缺乏機隊通用性：航空公司購買不同型號的中大型民航機時，會購買一系列機種、以減少後勤維修及訓練的成本，波音及空中巴士兩系列的機隊，已經讓市場飽和，波音717在駕駛邏輯及維修保養零件上與波音系列及麥道舊款機種都沒有共通性。

### 被波音公司收購
1996年波音收购罗克韦尔国际的北美航空分部，随后于1997年与麦道通过一个130亿美元的股票交换，将麦道并购。波音標誌亦相應加上基於麥道標誌的圖案設計，由圖形設計師瑞克·艾伯創作。

## 著名產品

### 攻擊機
- A-4天鷹式攻擊機

### 戰鬥機
- F-4幽靈II戰鬥機
- F-15鷹式戰機
- F-15E打擊鷹式戰鬥轟炸機
- F/A-18黃蜂式戰鬥攻擊機
- F/A-18E/F超級大黃蜂式打擊戰鬥機

### 直升機
- AH-64阿帕契直昇機
- OH-6A 卡尤斯直升機
- MH-6直升機
- MD 500防衛者式直昇機

### 運輸機
- YC-15（英语：McDonnell Douglas YC-15）
- C-17

### 空中加油機
- KC-10加油機

### 商用飛機
- 道格拉斯DC-8（道格拉斯公司研製）
- 麥道DC-9（道格拉斯公司研製）
- 麥道DC-10（麥道公司研製，駕駛艙升級為MD-10）
- 麥道MD-80（從DC-9延伸而來）
- 麥道MD-90（從MD-80延伸而來）
- 麥道MD-11（從DC-10延伸而來）
- 麥道MD-95（波音公司收購後接手開發，將名稱改為波音717）

### 試驗機
- X-36（英语：X-36）
- 食肉鳥

### 曾提出構型
- A-12復仇者II式攻擊機
- 麥道MD-12（近似空中巴士A380和波音NLA的大型雙層飛機。）
- MD-94X（英语：McDonnell Douglas MD-94X）